# Günther Patzig
Günther Patzig (* 28. September 1926 in Kiel; † 2. Februar 2018 in Göttingen) war ein deutscher Philosoph. Er galt als Experte für griechische Philosophie (besonders Platon und Aristoteles), für Logik und Geschichte der Logik (insbesondere Gottlob Frege), die Wissenschaftstheorie der Geisteswissenschaften sowie Ethik mit den Schwerpunkten Bio- und Medizinethik.

## Leben
Patzig stammte aus einer westpreussischen Familie von Pfarrern, Apothekern, Kaufleuten und Beamten. Sein Vater war der Marineoffizier und Admiral im Zweiten Weltkrieg Conrad Patzig, seine Mutter Gertrud Patzig, geb. Thomsen. Er wuchs abwechselnd in Kiel und Berlin auf. Seit 1937 besuchte er das Humanistische Gymnasium in Berlin-Steglitz, bis er 1943 als sog. Flakhelfer und im April 1944 als Marinesoldat zum Wehrdienst einberufen wurde.

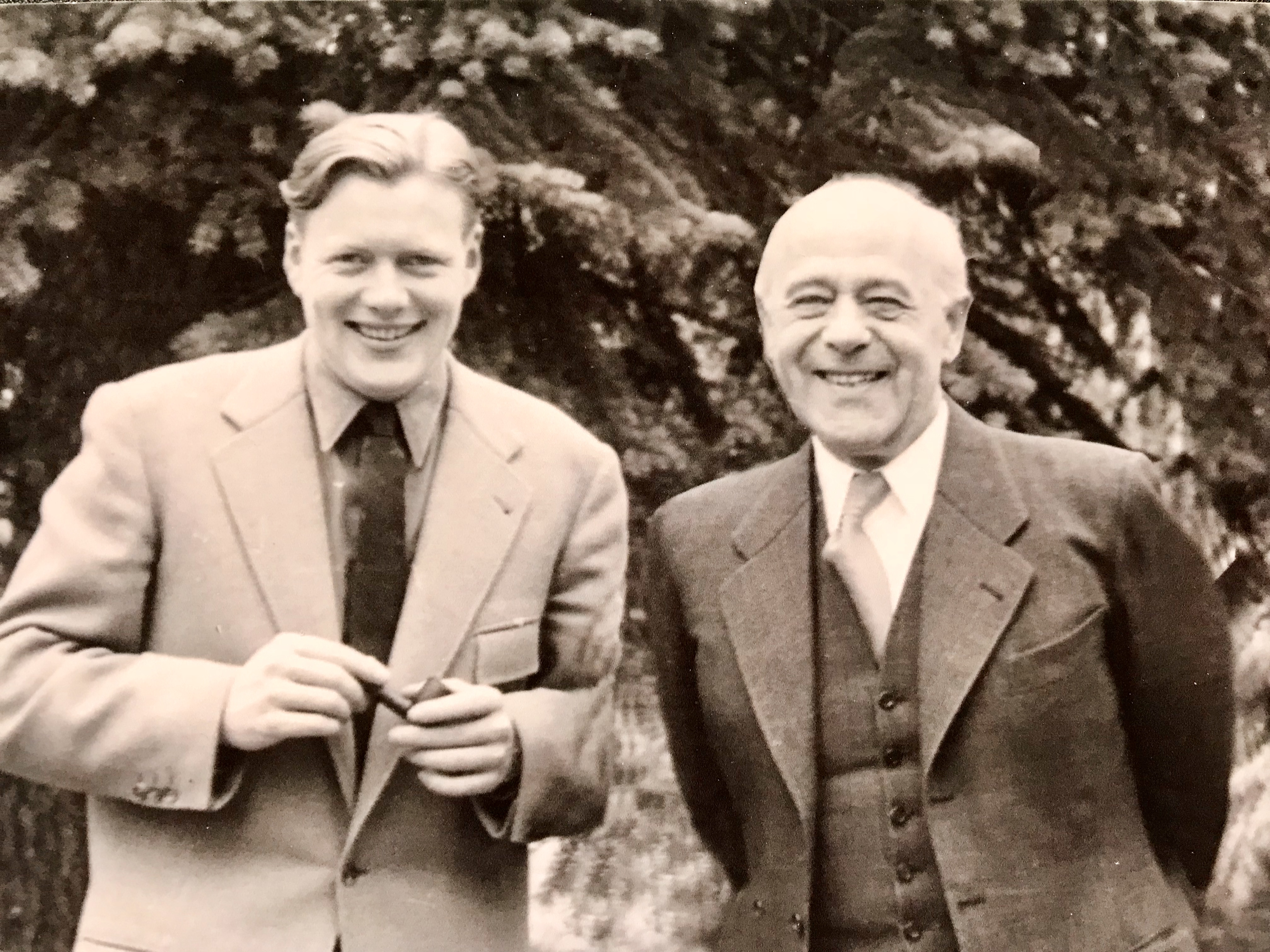
Patzig (links) und Josef König 1956

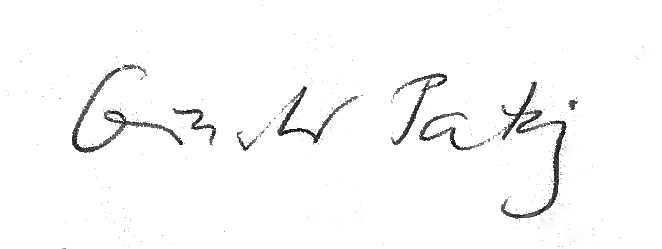
Günther Patzig, Signatur 1994

Aus der englischen Kriegsgefangenschaft entlassen, studierte Patzig ab dem Wintersemester 1945/46 an der Georg-August-Universität Göttingen Klassische Philologie und Philosophie. Großen Eindruck auf ihn hinterließen der Phänomenologe Kurt Stavenhagen, Nicolai Hartmann sowie Josef König, dessen letztes Kolleg in Göttingen er im WS 1945/46 hörte, bevor König zum Sommersemester 1946 nach Hamburg ging. Seine Ausbildung in der Klassischen Philologie verdankte er Kurt Latte und Wolf-Hartmut Friedrich; Letzterer war ihm in den folgenden Jahren zudem ein Mentor. 1950 ging Patzig nach Hamburg, um seine philosophische Ausbildung bei Josef König fortzusetzen und sich auf das Staatsexamen für den höheren Schuldienst vorzubereiten. 1951 wurde er in Göttingen mit der von Kurt Stavenhagen betreuten Arbeit Der Begriff der ›Usia‹ in der ›Metaphysik‹ des Aristoteles promoviert. In diese Zeit, 1951/52, fiel auch eine halbjährige Studienreise (Unesco-Fellowship) nach Indien. 1952 legte er in Hamburg das Staatsexamen in Klassischer Philologie (u. a. bei Bruno Snell) und Philosophie ab.
Patzig lehrte zunächst als Studienreferendar am Johanneum in Hamburg, bis er 1953 mit Josef König, der einen Ruf an die Universität Göttingen angenommen hatte, als dessen Wissenschaftlicher Assistent nach Göttingen zurückkehrte. 1958 habilitierte er sich dort mit der Arbeit Die aristotelische Syllogistik und lehrte sodann als Privatdozent für sein Fach an der dortigen Universität bis 1960.
Auf Vermittlung des kurz zuvor nach Hamburg gewechselten Carl Friedrich von Weizsäcker erhielt Patzig 1960 einen Ruf auf ein Extraordinariat an der Universität Hamburg, 1962 folgte die Ernennung zum ordentlichen Professor. 1963 übernahm er als Nachfolger von Josef König dessen Göttinger Lehrstuhl, den er bis zu seiner Emeritierung 1991 innehatte. Patzigs Schüler sind u. a. Michael Frede, Gisela Striker, Dorothea Frede, Ulrich Steinvorth, Robert Alexy, Ulrich Nortmann und Jens Timmermann.
Gastprofessuren führten Patzig nach Harvard (1964), Yale (Frühjahr 1971) und Berkeley (Herbst 1971), mehrfach (1961, 1963 und 1973) war er zu Gast an der Universität Oxford. 1984/85 weilte er am Wissenschaftskolleg zu Berlin, wo er gemeinsam mit Michael Frede den Kommentar Aristoteles ›Metaphysik Z‹ schrieb.

## Werk
Patzigs philosophisches Vermächtnis liegt, auch seinem Selbstverständnis nach, in der Reetablierung der Philosophie Gottlob Freges im deutschsprachigen Raum und in seinem Eintreten für eine sachgerechte methodische Einstellung im Umgang mit philosophischen Texten der Vergangenheit. Beides geht mittel- oder unmittelbar auf Anstöße von Josef König zurück. Es ist eine Einstellung, die sich dadurch auszeichnet, dass sie bei der Interpretation derartiger Texte historisch-philologische und systematisch-philosophische Fragestellungen sowohl aufeinander bezieht als auch zugleich voneinander unterscheidet. Die Leistungsfähigkeit dieses methodischen Vorgehens, dessen Hauptmerkmal darin besteht, derartige Texte sub ratione veritatis zu interpretieren, d. h. sie in ihrer Wahrheitsfähigkeit und in ihrem Wahrheitsanspruch ernst zu nehmen, hat Patzig zunächst bei der Erforschung der aristotelischen Logik erprobt. Aristoteles trägt in den Ersten Analytiken logische Einsichten vor, und die Natur dieser Einsichten bedingt, dass die Art und Weise der Darlegung, Entwicklung und Begründung derselben wieder logischen Ansprüchen der formalen Logik genügt. Der Interpret ist hier also kraft eines Maßstabes (z. B. der Junktorenlogik oder des Kalküls des natürlichen Schließens) in die Möglichkeit gesetzt, eine Deutung zu suchen, die nicht nur mit dem aristotelischen Text vereinbar, sondern auch in der Sache logisch korrekt sein soll. Dieses Verfahren, das sich auf dem Feld der formalen Logik in einem unvergleichbaren Maß von methodischer Klarheit und Durchsichtigkeit anwenden lässt, hat Patzig sodann auch auf klassische Werke der Überlieferung, die nicht Texte zur Logik sind, zu übertragen versucht. Sein Syllogistik-Buch, ein Standardwerk zur aristotelischen Logik, ist daher unbeschadet neuerer Forschungsergebnisse im Einzelnen von paradigmatischer Bedeutung für die philosophische Interpretation überlieferter Texte überhaupt. Damit war Patzig zugleich einer der ganz wenigen in Deutschland, die sich für ein Verständnis von Philosophiegeschichte starkgemacht haben, bei dem diese als echte Teildisziplin der Philosophie selbst erscheint.
Sein zweites Verdienst liegt in der Wiederbelebung der Auseinandersetzung mit Freges Werk in Deutschland durch die Edition von dessen wichtigsten Aufsätzen zur Logik und Sprachphilosophie in zwei vielbenutzten Studienausgaben und deren Einleitungen dazu, sowie, seit Ende der 1950er Jahre, durch die Behandlung von Freges Schriften im akademischen Unterricht, aber auch in Rundfunkvorträgen für eine breitere Öffentlichkeit. So kam es, dass er einmal in Oxford von Gilbert Ryle als „›Refregerator‹ of Germany“ vorgestellt wurde.
Während Patzig in der anglophonen Welt durch seine Beiträge zur antiken Philosophie und zur Frege-Forschung bekannt geworden ist, ist er es im deutschsprachigen Raum auch – und dies bildet einen dritten Schwerpunkt seiner Arbeit – durch seine Beiträge zu aktuellen moralischen Problemen, z. B. zur Bioethik und medizinischen Ethik (Probleme der Sterbehilfe, Tier- und Menschenversuche, Gentechnologie u. dgl.), besonders aber zu Fragen der Moralbegründung, also der Frage nach der Möglichkeit allgemeingültiger Rechtfertigung moralischer Prinzipien. Es sind, um es kurz zu sagen, Versuche, eine rationale „Ethik ohne Metaphysik“ (so ein Buchtitel) zu konzipieren, die Intentionen der Vernunftethik Kants mit solchen des Utilitarismus verbindet. Patzig hat damit auch versucht, im deutschen Sprachraum Interesse und Verständnis für den Utilitarismus zu wecken.
So positionierte sich Patzig auch zu Fragen der ökologischen Ethik. Dabei handelt es sich um seinen Versuch einer metaphysikfreien Begründung für moralische Normen, welche den Schutz und Erhalt der natürlichen Umwelt betreffen. Seine Argumentation geht über den utilitaristischen Ansatz John L. Mackies hinaus, den er in diesem Punkt als ‚nicht tragfähig‘ erachtet. Sowohl was die Universalisierung der Verhaltensnorm zum Naturschutz betrifft, als auch die Solidarität der Gesellschaft, so argumentiert Patzig mit dem pflichtethischen Ansatz nach Kant. Es sei bereits aus der ‚Faktizität der Vernunft‘ her geboten, sich für kommende Menschheitsgenerationen zu einem sparsamen Umgang mit den natürlichen Ressourcen über die Interessen einzelner Gruppen hinaus zu verpflichten.

„Aber auch über den Kreis der heute lebenden Menschen hinaus reicht unsere moralische Verantwortung. Das Vernunftprinzip selbst macht uns klar, daß wir, die wir selbst nicht wünschen können, auf einer durch Raubbau verödeten, dazu vergifteten Müllhalde zu leben, ebendeshalb auch verpflichtet sind, unseren Nachkommen, soweit es an uns liegt, eine solche extreme Situation zu ersparen. Ein rücksichtsloser Egoismus der Generationen ist daher ebenso vernunftwidrig wie ein solcher der Gruppen.“

Dagegen ist in Patzigs Argumentation der Erhalt der Artenvielfalt keine rationale Norm.
Zunächst phänomenologisch geschult, machte er sich früh (etwa ab 1952) das Hauptwerkzeug der analytischen Philosophie, die logische Analyse, zu eigen. Neben Frege, dessen Analyse logischer Zusammenhänge im Bereich der elementaren Prädikation im Zuge seiner Untersuchung des Anzahlbegriffs in den Grundlagen der Arithmetik (S. 58–67) für Patzig ein Musterbeispiel einer derartigen logischen und sprachkritischen Analyse war, spielten für ihn vor allem die einschlägigen Arbeiten Bertrand Russells, aber auch Gilbert Ryles und die metaphysikkritischen Studien Rudolf Carnaps eine wichtige Rolle. Bereits in seinem Syllogistikbuch hat Patzig auf die Bedeutung der analytischen Methode für die Philosophie und ihre Geschichte hingewiesen, wenn es darum geht – eine Formulierung Ryles aufgreifend –, durch „systematisch irreführende Redeweisen“ entstandene Denkfehler aufzuspüren und unschädlich zu machen. Gleichwohl dürfte es ein gemäßes Urteil sein, zu sagen, dass Patzig der Phänomenologie wie der analytischen Philosophie zwar gleichermaßen nahe stand, dass er aber auf keine dieser beiden Hauptströmungen der Philosophie des 20. Jahrhunderts reduziert werden kann. (Es ist daher auch nicht erstaunlich, dass er sowohl von Gesprächen mit Martin Heidegger, den er einmal in seinem Freiburger Haus besuchte, erzählen konnte, als auch, sozusagen in einem Atemzug, von Diskussionen mit Willard van Orman Quine an der Harvard University.) Vielmehr trug er, ausgestattet mit einer schlagenden und unbestechlichen Urteilskraft, gleichsam seinen geistigen Kompass in sich selber, – einen Kompass, der sich auch dort, wo man sich um „rational begründete Antworten auf tiefliegende Fragen“ (um eine von ihm gelegentlich zitierte Formel zu verwenden) bemüht, zu bewähren hatte, und zwar in Form einer Sachdiskussion, die ihren Ausgang – ganz aristotelisch – von einer kritischen Prüfung weithin akzeptierter Theorien anerkannter Autoren nimmt.

## Ehrungen und Mitgliedschaften
Er war Mitglied der Akademie der Wissenschaften zu Göttingen seit 1971 (als deren Präsident er von 1986 bis 1990 vorstand), der Joachim-Jungius-Gesellschaft Hamburg seit 1989 und der Königlichen Akademie der Wissenschaft in Oslo seit 1997. 2009 wurde er als ordentliches Mitglied in die Academia Europaea aufgenommen.
Weiter war er Ehrenmitglied der Gesellschaft für Analytische Philosophie seit 1997. Er wurde mit dem Ehrendoktor der Universität Saarbrücken ausgezeichnet. 2000 erhielt er den Ernst-Hellmut-Vits-Preis der Westfälischen Wilhelms-Universität in Münster (Westfalen). Des Weiteren erhielt er den Niedersachsenpreis für Wissenschaft 1983.
Von 2003 bis 2011 war Patzig Mitglied der Beratenden Kommission im Zusammenhang mit der Rückgabe NS-verfolgungsbedingt entzogenen Kulturguts, insbesondere aus jüdischem Besitz („Limbach-Kommission“).

## Schriften (Auswahl)
(Patzigs Schriftenverzeichnis [Stand 2014] umfasst 312 Titel)
- Die aristotelische Syllogistik. Logisch-philologische Untersuchungen über das Buch A der „Ersten Analytiken“. 3., veränderte Auflage. Vandenhoeck & Ruprecht, Göttingen 1969 (1. Aufl. 1959).
- Sprache und Logik. 2., durchges. u. erw. Auflage. Vandenhoeck & Ruprecht, Göttingen 1981 (1. Aufl. 1970).
- Ethik ohne Metaphysik. 2., durchges. u. erw. Auflage. Vandenhoeck & Ruprecht, Göttingen 1983, ISBN 3-525-33493-1 (1. Aufl. 1971).
- Tatsachen, Normen, Sätze. Aufsätze und Vorträge. 2. Auflage. Reclam, Stuttgart 1988, ISBN 3-15-009986-2 (1. Aufl. 1980).
- Gesammelte Schriften, Bd. I-IV, Wallstein, Göttingen 1993–1996
  - Bd. 1, Grundlagen der Ethik, 1994, ISBN 3-89244-049-2
  - Bd. 2, Angewandte Ethik, 1993, ISBN 3-89244-050-6
  - Bd. 3, Aufsätze zur antiken Philosophie, 1996, ISBN 3-89244-051-4
  - Bd. 4, Theoretische Philosophie, 1996, ISBN 3-89244-052-2
- mit Michael Frede: Aristoteles 'Metaphysik Z'. Text, Übersetzung u. Kommentar, 1. Bd. Einleitung, Text u. Übers., 2. Bd. Kommentar, Beck, München 1996, ISBN 978-3-406-31918-1
- Ökologische Ethik – Innerhalb der Grenzen bloßer Vernunft. – Heft 64 in der Vortragsreihe der Niedersächsischen Landesregierung zur Förderung der wissenschaftlichen Forschung in Niedersachsen. (Vandenhoeck & Ruprecht) Göttingen 1983. Onlinezugang zum Volltext: digi20.digitale-sammlungen.de (Zugriffsdatum:  2. Juni 2023).